# Aphaereta basirufa
Aphaereta basirufa är en stekelart som beskrevs av Granger 1949. Aphaereta basirufa ingår i släktet Aphaereta och familjen bracksteklar. Inga underarter finns listade i Catalogue of Life.